# Colombie aux Jeux olympiques d'été de 2000
La Colombie participe aux Jeux olympiques d'été de 2000 à Sydney et au terme des Olympiades, la nation se classe 49e ex æquo avec le Cameroun et le Mozambique avec une médaille d'or chacun.

## Nombre d'athlètes qualifiés par sport
Voici la liste des qualifiés et sélectionnés Colombiens par sport (remplaçants compris) :
| Sport      | Hommes | Femmes | Total |
| ---------- | ------ | ------ | ----- |
| Athlétisme | 3      | 9      | 12    |
| Boxe       | 3      | 0      | 3     |
| Cyclisme   | 7      | 2      | 9     |

## Liste des médaillés colombiens

### Médailles d'or
| Sport              | Discipline         | Sportifs             | Performance |
| Médailles d'or : 1 |                    |                      |             |
| Haltérophilie      | Moins de 75 kg (F) | María Isabel Urrutia |             |

### Médailles d'argent
Aucun athlète colombien ne remporte de médaille d'argent durant ces JO.

### Médailles de bronze
Aucun athlète colombien ne remporte de médaille de bronze durant ces JO.

## Athlétisme

### Hommes
| Athlète              | Épreuve  | Séries      | Séries      | Quarts de finale | Quarts de finale | Demi-finales | Demi-finales | Finale  | Finale  |
| Athlète              | Épreuve  | Temps       | Rang        | Temps            | Rang             | Temps        | Rang         | Temps   | Rang    |
| -------------------- | -------- | ----------- | ----------- | ---------------- | ---------------- | ------------ | ------------ | ------- | ------- |
| Jimmy Pino           | 200 m    | 21 s 42     | 6e          | Eliminé          | Eliminé          | Eliminé      | Eliminé      | Eliminé | Eliminé |
| José Alirio Carrasco | Marathon | Non disputé | Non disputé | Non disputé      | Non disputé      | Non disputé  | Non disputé  | DNF     | /       |

| Athlète     | Épreuve         | Qualification | Qualification | Finale      | Finale  |
| Athlète     | Épreuve         | Performance   | Rang          | Performance | Rang    |
| ----------- | --------------- | ------------- | ------------- | ----------- | ------- |
| Gilmar Mayo | Saut en hauteur | 2,20 m        | 23e           | Eliminé     | Eliminé |

### Femmes
| Athlète                                                                    | Épreuve          | Séries      | Séries      | Quarts de finale | Quarts de finale | Demi-finales | Demi-finales | Finale          | Finale  |
| Athlète                                                                    | Épreuve          | Temps       | Rang        | Temps            | Rang             | Temps        | Rang         | Temps           | Rang    |
| -------------------------------------------------------------------------- | ---------------- | ----------- | ----------- | ---------------- | ---------------- | ------------ | ------------ | --------------- | ------- |
| Felipa Palacios                                                            | 200 m            | 23 s 08     | 2e          | 23 s 19          | 4e               | 23 s 11      | 4e           | Eliminé         | Eliminé |
| Norma González                                                             | 400 m            | 53 s 34     | 5e          | Eliminé          | Eliminé          | Eliminé      | Eliminé      | Eliminé         | Eliminé |
| Iglandini Gonzalez                                                         | Marathon         | Non disputé | Non disputé | Non disputé      | Non disputé      | Non disputé  | Non disputé  | 2 h 47 min 26 s | 40e     |
| Melissa Murillo Ximena Restrepo Mirtha Brock Felipa Palacios Digna Murillo | Relais 4 × 100 m | 44 s 08     | 5e          | Non disputé      | Non disputé      | 44 s 37      | 8e           | Eliminé         | Eliminé |

| Athlète     | Épreuve           | Qualification | Qualification | Finale      | Finale  |
| Athlète     | Épreuve           | Performance   | Rang          | Performance | Rang    |
| ----------- | ----------------- | ------------- | ------------- | ----------- | ------- |
| Sabina Mayo | Lancer du javelot | 49,16 m       | 34e           | Eliminé     | Eliminé |

## Boxe

### Hommes
| Athlète            | Catégorie     | 16e de finale          | 8e de finale              | Quart de finale     | Demi-finale         | Finale              |
| Athlète            | Catégorie     | Adversaire Résultat    | Adversaire Résultat       | Adversaire Résultat | Adversaire Résultat | Adversaire Résultat |
| ------------------ | ------------- | ---------------------- | ------------------------- | ------------------- | ------------------- | ------------------- |
| Andrés Ledesma     | Poids plumes  | Défaite Thaïlande 2-17 | Eliminé                   | Eliminé             | Eliminé             | Eliminé             |
| José Leonardo Cruz | Poids légers  | Victoire Maurice 10-9  | Défaite Kirghizistan 2-12 | Eliminé             | Eliminé             | Eliminé             |
| Francisco Calderon | Poids welters | Non disputé            | Défaite Russie 1-15       | Eliminé             | Eliminé             | Eliminé             |

## Cyclisme

### Route

#### Hommes
| Athlète          | Compétition      | Temps               | Rang |
| ---------------- | ---------------- | ------------------- | ---- |
| Santiago Botero  | Course en ligne  | DNF                 | /    |
| Jhon Garcia      | Course en ligne  | DNF                 | /    |
| Fredy González   | Course en ligne  | DNF                 | /    |
| Víctor Hugo Peña | Course en ligne  | DNF                 | /    |
| Ruber Marín      | Course en ligne  | 5 h 30 min 46 s     | 30e  |
| Víctor Hugo Peña | Contre-la-montre | 1 h 01 min 10 s 518 | 24e  |

### Piste

#### Hommes
| Athlète      | Compétition       | Points | Rang |
| ------------ | ----------------- | ------ | ---- |
| Marlon Pérez | Course aux points | 0      | 21e  |

#### Femmes
| Athlète           | Compétition            | Qualification  | Demi-finales             | Match pour le bronze     | Match pour le bronze | Finale                   | Finale  |
| Athlète           | Compétition            | Temps Vitesse  | Adversaire Temps Vitesse | Adversaire Temps Vitesse | Rang                 | Adversaire Temps Vitesse | Rang    |
| ----------------- | ---------------------- | -------------- | ------------------------ | ------------------------ | -------------------- | ------------------------ | ------- |
| María Luisa Calle | Poursuite individuelle | 3 min 44 s 395 | Eliminé                  | Eliminé                  | Eliminé              | Eliminé                  | Eliminé |

| Athlète           | Compétition       | Points | Rang |
| ----------------- | ----------------- | ------ | ---- |
| María Luisa Calle | Course aux points | 2      | 11e  |

### BMX

#### Hommes
| Athlète        | Compétition   | Temps | Rang |
| -------------- | ------------- | ----- | ---- |
| Diego Garavito | Cross-country | DNF   | /    |

#### Femmes
| Athlète                | Compétition   | Temps              | Rang |
| ---------------------- | ------------- | ------------------ | ---- |
| Flor Marina Delgadillo | Cross-country | 2 h 03 min 17 s 10 | 24e  |